# Brancourt-en-Laonnois
Brancourt-en-Laonnois är en kommun i departementet Aisne i regionen Hauts-de-France i norra Frankrike. Kommunen ligger  i kantonen Anizy-le-Château som ligger i arrondissementet Laon. År 2022 hade Brancourt-en-Laonnois 710 invånare.

## Befolkningsutveckling
Antalet invånare i kommunen Brancourt-en-Laonnois
Referens: INSEE